# Дженна Марблс
Джена Ніколь Моурі (англ. Jenna Nicole Mourey; 15 вересня 1986), найбільш відома, як Дженна Марблс (англ. Jenna Marbles)— американська YouTube-відеоблогерка, естрадна та комедійна артистка. Її канал налічує понад 19 мільйонів послідовників та більше 2 мільярдів переглядів, що робить його 7 у світовому рейтингу за кількістю послідовників на YouTube та першим в списку каналів, які ведуть жінки. Марблс — перша зірка соціальних мереж, воскова фігура якої була представлена у музеї Мадам Тюссо в Нью-Йорку.

## Ранні роки
Народившись в Рочестері, Нью-Йорк, Дженна була відносно тихою та спокійною дитиною, стверджує її мати — Дебора Моурі (англ. Deborah Mourey), маркентинговий консультант за професією. Вона завжди хотіла придбати собаку, але ніколи не мала на це можливості, поки вона не отримала Марблса, коли жила в Бостоні. У відео, Дженна розповіла, що вона росла як католик. Після закінчення Брайтонської Середньої Школи (англ. Brighton High School) в 2004 році, вона отримала ступінь бакалавра психології у Саффолкському університеті (англ. Suffolk University) та ступінь магістра зі спортивної психології в Бостонському університеті (англ. Boston University). І після цього, протягом деякого часу, вона грала в софтбол лізі коледжу.
«Я вийшла з моєї оболонки в коледжі».
Після успішного дебюту на YouTube, вона переїхала до Лос-Анджелесу, Каліфорнія, щоб створювати відео-контент, як відеоблогер «на повну робочу ставку».

## Кар'єра

### Початок
Марлоу почала свою кар'єру в Барстол Спортс (англ. Barstool Sports), де вона писала для їх жіночого партнерського сайту StoolLaLa. Влітку 2010 року Марблс орендувала квартиру з трьома спальнями в Кембриджі, штат Массачусетс. Вона отримувала ренту в розмірі 800 доларів, за яку платила, працюючи в солярії чи отримуючи гроші за плавання, ведення блогів та танці у нічних клубах.
«Моє життя було гарячим, гарячим, гарячим безладом».

### YouTube
Дженна випустила своє перше відео у 2010 році під назвою «Як змусити людей думати, що ти добре виглядаєш» (англ. «How To Trick People Into Thinking You're Good Looking» [Архівовано 2 листопада 2017 у Wayback Machine.]), яке тільки за перший тиждень переглянули більше 5,3 мільйонів разів. Її відео «Як уникати спілкування з людьми, з якими ви не хочете говорити» (англ. «How To Avoid Talking To People You Don't Want To Talk To» [Архівовано 2 листопада 2017 у Wayback Machine.]), було розміщено в статтях The New York Times та ABC News в серпні 2011 року.
У відеоролиці вона заявила:
«Я втомилася від хлопців, які вважають, що саме тому, що я з'явилася в клубі, на танцях чи в барі, я хочу, щоб їхні геніталії торкалися мого заднього боку».
З квітня 2017 року відео набрало приблизно 35 мільйонів переглядів.
Вона завантажує нове відео на свій YouTube-канал кожну середу або четвер. Її псевдонім «Дженна Марблс» (англ. «Jenna Marbles [Архівовано 1 листопада 2017 у Wayback Machine.]») з'явився через скаргу її матері. Мати Дженни була безробітною в той час, коли перше відео Дженни було вірусним. Вона була стурбована тим, що Google висвітлює тільки відео Дженни, коли хтось вбиває «Моурі» (англ. «Mourey»), їх справжнє прізвище, в пошуку, а їх вміст, в свою чергу, може відштовхнути потенційних роботодавців. Назва «Марблс» походить від прізвиська її собаки — Містера Марблс (англ. Mr. Marbles).
Станом на вересень 2017 року на YouTube-каналі Дженни Марблс [Архівовано 23 липня 2016 у Wayback Machine.] було близько 17,5 мільйонів послідовників та 2,5 мільярда відео-переглядів.
Марблс грала Єву в 2 сезоні Epic Rap Battles of History, 13 епізоді, «Адам проти Єви» (англ. «Adam vs Eve» [Архівовано 23 липня 2016 у Wayback Machine.]). Вона також озвучила та зіграла банан в «The Annoying Orange [Архівовано 3 жовтня 2017 у Wayback Machine.]» в епізоді «Fake n 'Bacon [Архівовано 3 квітня 2017 у Wayback Machine.]». Вона зіграла Майлі Сайрус в «Wrecking Ball» — YouTube Rewind 2013 [Архівовано 4 лютого 2017 у Wayback Machine.] року. 30 січня вона з'явилася в 4 сезоні «Ridiculousness». Блогерка знялась у Smosh: The Movie.
Дженна також продовжує свої ділові справи, розширивши свій бізнес і залучаючи людей до допомоги, зокрема, особисту помічницю, менеджера по бізнесу та її матері (головного виконавчого директора).
Наразі Джена Марблс призупинила свою ютубі діяльність. 25 червні 2020 року в опублікованому відео вона заявила, що візьме паузу на невизначений термін, а також вибачилась за минулі образливі ролики і коментарі з расистським характером.

### Інші підприємства
Дженна Марблс випустила марку собачих іграшок під назвою «Kermie Worm & Mr. Marbles». На створення саме таких образів іграшок її надихнули її справжні собаки. Вона також створила продукцію з деякими найцікавішими цитатами, надрукованими на них (наприклад, «що це» (ориг. «what are this»)).
Блогерка також проводить щотижневий відлік популярності на SiriusXM Hits 1 під назвою «YouTube 15».
У 2016 році Марблс стала виконавчим продюсером Maximum Ride, фільму, заснованого на серії однойменних романів Джеймса Паттерсона.
Дженна робить щотижневий подкаст із своїм хлопцем Джуліаном Соломітом під назвою «Дженна та Джуліан: Подкаст [Архівовано 4 листопада 2017 у Wayback Machine.]». Теми фокусуються на таких речах, як висвітлення історій, теорії змов, «YouTube» і інші загальні теми. Вони часто представляють інших YouTuber-ерів, як гостей на своїх подкастах, як Шейн Доусон та ін.

## Особисте життя
На початку грудня 2012 року Дженна та Макс розійшлися, і Дженна сказала, що вона пройшла важкий час.
Однак у лютому 2013 року вона почала зустрічатись із Джуліеном Соломітом, і вони щасливо закохалися.